# Mission Canard
Pour plus de détails, voir Fiche technique et Distribution.
Mission Canard (Commando Duck) est un court métrage d'animation américain de la série des Donald Duck, sorti le 2 juin 1944 réalisé par les studios Disney.

## Synopsis
Donald Duck doit détruire une base aérienne japonaise.

## Fiche technique
- Titre original : Commando Duck
- Titre français : Mission Canard
- Série : Donald Duck
- Réalisateur : Jack King
- Scénario : Carl Barks, Jack Hannah
- Animateur : Ward Kimball, Milt Kahl, Norman Tate, Hal King
- Intervalliste : Rudy Cataldi
- Voix : John Dehner (l'officier de bord), Eddie Holden (les soldats japonais), Clarence Nash (Donald)
- Producteur : Walt Disney
- Société de production : Walt Disney Productions
- Distributeur : RKO Radio Pictures
- Date de sortie : 2 juin 1944
- Format d'image : Couleur (Technicolor)
- Son : Mono (RCA Sound System)
- Musique : Oliver Wallace
- Durée : 7 min
- Langue : (en)
- Pays :  États-Unis

## Voix françaises
- Sylvain Caruso : Donald Duck
- Michel Vocoret : l'officier de bord
- ??? : les soldats japonais

## Commentaires
Dans ce film Donald est une dernière fois confronté à la guerre, dans le contexte de la Seconde Guerre mondiale. Il combat ici l'armée japonaise.

## Titre en différentes langues
D'après IMDb :
- Suède : Kalle Anka på krigsstigen